# أصغر خان
أصغر خان (بالأردية: اصغر خان) (مواليد 17 يناير 1921 في جامو وكشمير - الوفاة 5 يناير 2018) هو قائد عسكري وطيار وسياسي وناشط حقوقي باكستاني، نقل إلى سلاح الجو الهندي الملكي كمستشار عسكري في عام 1941، شغل منصَب قائد القوات الجوية الباكستانية خلال الفترة بين سنتي (1957 - 1965)، وهو بذلك يكون أول باكستاني يشغل هذا المنصب.
في عام 1957 ، أعلنت حكومة باكستان تقاعد خدمات ضابط القوات الجوية الملكية، AVM السير آرثر ماكدونالد، ورفعت AVM Asghar Khan إلى رتبة نجمتين.: vovelling 10] في عام 1957 ، تولى AVM Asghar قيادة القوة الجوية كأول وأصغر قائد جوي في الجيش - كان فقط في سن 36 في وقت الترقية

## السيرة الذاتية
```
ولد أصغر خان في عائلة عسكرية عام 
1921
 ، ثم عين ضابط في الجيش الهندي وبعدها نقل إلى السلاح الجو الملكي الهندي عام 
1941
 ، وتم تجنيده لاحقا في السلاح الجو كضابط في الجبهة الاسيوية في 
الحرب العالمية الثانية
 ، وعندما قسمت 
الهندعام
 1947 انضم إلى االسلاح الجو 
الباكستاني
 وحصل على رتبة ضابط بثلاث نجوم عام 1956 ، وبعد تقاعده عام 1968 أسس 
حزب التضامن
 ببرنامج 
سياسي
 
علماني
 
ووسطي
 . 
```

في تسعينيات القرن الماضي قام بتاليف كتب سياسية .توفي يناير عام 2018 .